# Villa Medicea di Arena Metato

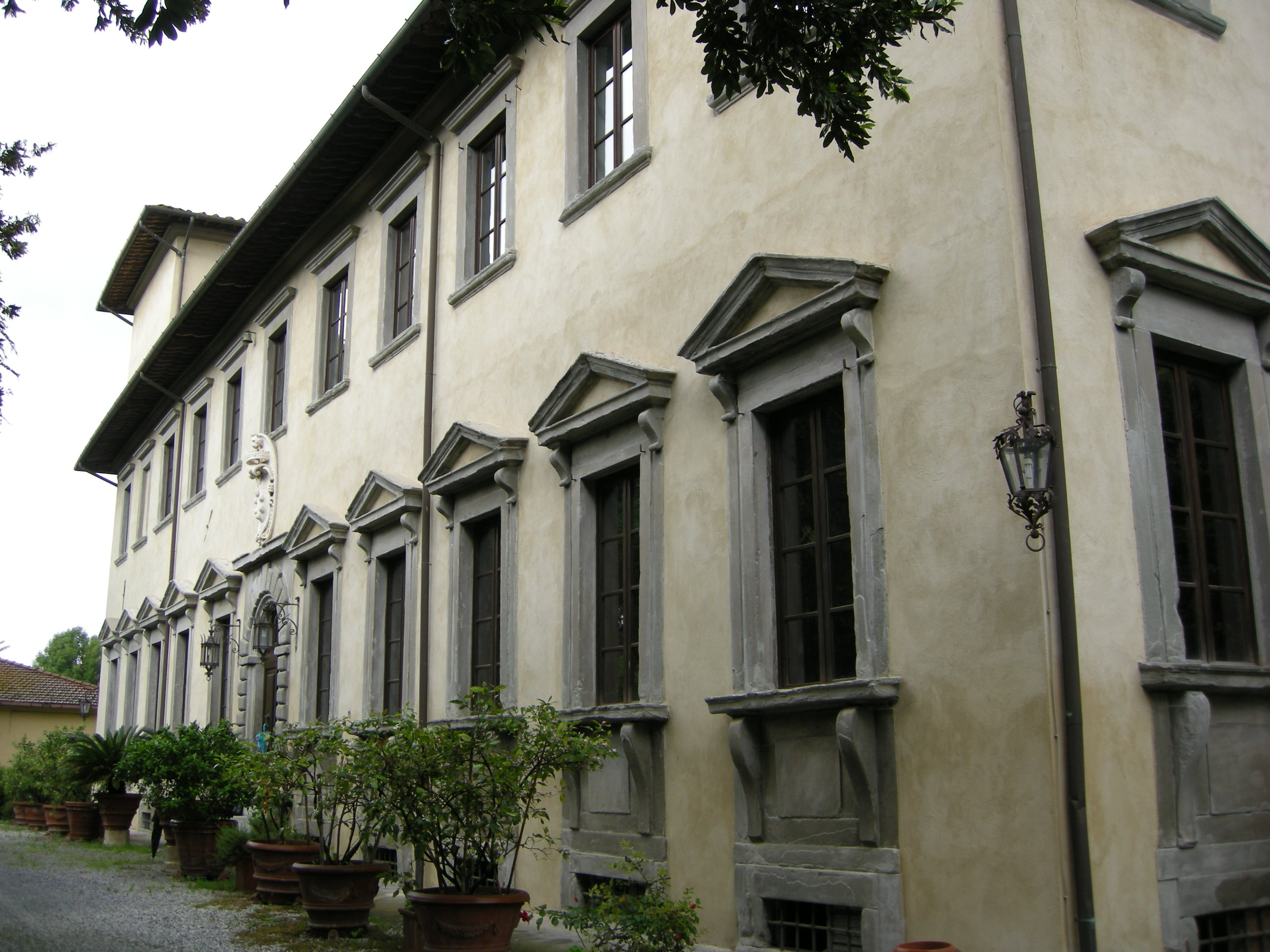
Fachada da Villa Medicea di Arena Metato.

A Villa Medicea di Arena Metato é um palácio italiano que se encontra na pequena fracção de Arena, na comuna de San Giuliano Terme, próximo da cidade de Pisa.

## História e arquitectura

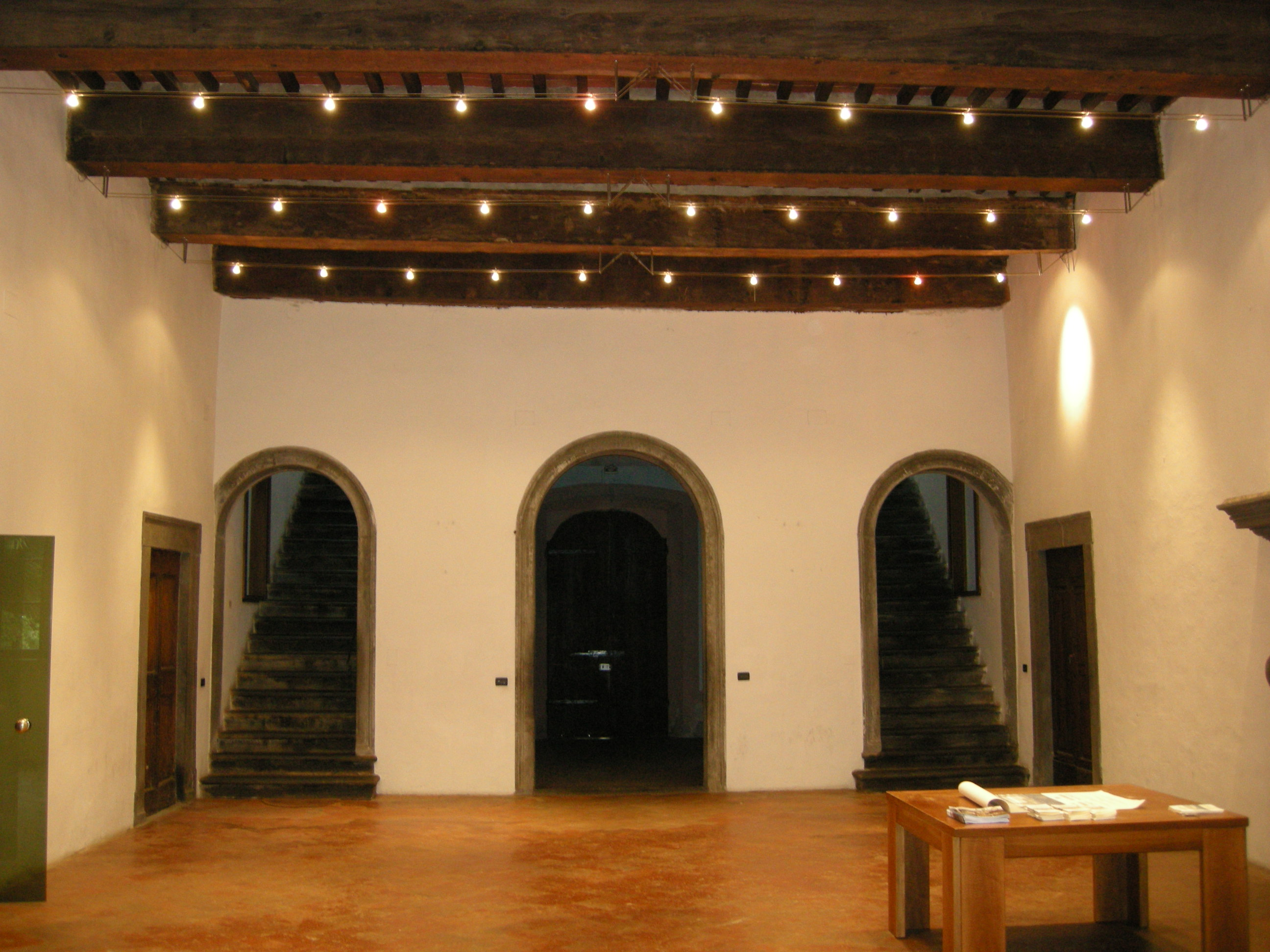
Salão interior.

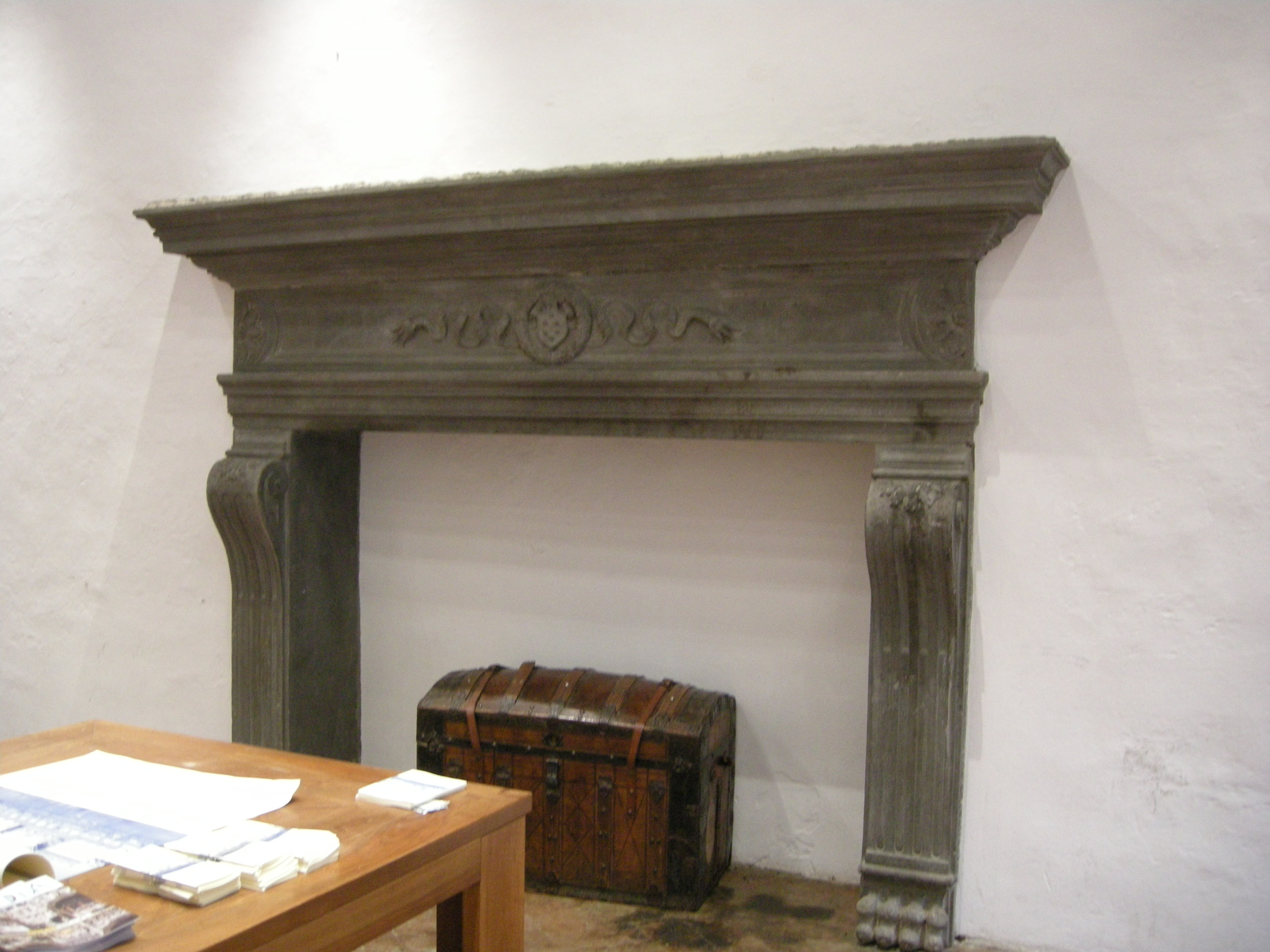
Lareira com brasão.

Construída por Júlio de Médici, filho natural do Alessandro de Médici, por sua vez filho natural de Lourenço, Duque de Urbino, e de uma escrava de cor, a villa serviu de sua residência a partir de 1563, quando foi nomeado, pelo tio Cosme I, Almirante da frota Medicea em Porto Pisano (a norte de Livorno) e segundo cavaleiro da Ordem dos Cavaleiros de Santo Estevão.
A villa, que foi atribuida a Buontalenti ou a Francavilla, está disposta em dois pisos com janelas em pietra serena ornadas no típico estilo florentino. Um grande brasão dos Médici em mármore sobre o portão principal conduz ao interior, composto por um grande salão com uma lareira em pietra serena e numerosas salas, com tectos em madeira. Duas salas são abobadadas, pintadas por por pintor pisano desconhecido no século XIX.
Abandonada durante muito tempo, a villa foi adquirida, nos primeiros anos da década de 1970, por Riccardo Cerretti e Silvana Piacentino, que a restauraram para habitá-la.
Actualmente, o edifício é uma propriedade privada com um parque onde estão plantadas numerosas azinheiras seculares. É possível visitar a propriedade.